# Liste der Flaggen im Landkreis Schwäbisch Hall
Diese Liste beinhaltet alle Flaggen im Landkreis Schwäbisch Hall in Baden-Württemberg, inklusive historischer Flaggen.
In Baden-Württemberg werden zweibahnige Flaggen verliehen, deren Farben den Wappenfarben entsprechen. Dabei wird oft als erste Farbe der Flagge (links vom Betrachter) die Farbe der Wappenfigur und als zweite Farbe die des Wappengrundes genommen. Flaggen, die vor Inkrafttreten der deutschen Gemeindeordnung 1935 geführt wurden, dürfen beibehalten werden, auch wenn diese nicht den heutigen Bestimmungen in Baden-Württemberg entsprechen.

## Landkreis Schwäbisch Hall
| Landkreis                 | Flagge | Kommentare |
| Landkreis Schwäbisch Hall |        | Wappen am 25. April 1974 vom Innenministerium verliehen: „In Silber (Weiß), schräg gekreuzt aus dem von Silber (Weiß) und Schwarz gevierten Schildfuß emporkommend, ein schwarzer Kesselhaken (Kräuel) und ein schwarzer Flößerhaken, dazwischen oben eine rote Scheibe, darin ein silbernes (weißes) Tatzenkreuz (Hellermünze).“ Flagge: Schwarz-Weiß. |

## Flaggen der Städte im Landkreis Schwäbisch Hall
| Stadt                  | Flagge | Kommentare |
| Crailsheim             |        | Kesselhaken erscheinen im ältesten Siegel von 1310, seit 1434 gestürzt dargestellt. Wappenfarben seit dem frühen 19. Jahrhundert belegt: „In Gold (Gelb) drei gestürzte schwarze Kesselhaken (Krauel) nebeneinander.“ Flagge: Schwarz-Gelb. |
| Gaildorf               |        | Floß erscheint im ältesten Siegel von 1434 im geteilten und oben gespaltenen Schild unter Spitzen und Streitkolben der Herrschaft Limpurg. Floß mit Flößerhaken seit dem 19. Jahrhundert belegt, in heutiger Form im Siegel von 1902 nachgewiesen. Wappen im Jahre 1930, Flagge 1956 festgelegt: „In Rot zwei schräg gekreuzte silberne (weiße) Flößerhaken, überdeckt von einem silbernen (weißen) Floß.“ Flagge: Weiß-Rot. |
| Gerabronn              |        | Zollernschild mit Rossen seit 1545 geführt. Rosse zuerst silbern in den schwarzen Feldern, seit 1902 schwarz auf den silbernen Feldern dargestellt. Letztere Form des Wappens und Haltung der Rosse im Jahre 1953 verbindlich eingeführt. Flagge am 16. Mai 1980 vom Landratsamt Schwäbisch Hall verliehen: „In von Silber (Weiß) und Schwarz geviertem Schild im ersten und vierten Feld je ein aufspringendes schwarzes Roß.“ Flagge: Blau-Weiß. |
| Ilshofen               |        | Wappen seit Ende des 16. Jahrhunderts, in Siegeln seit dem 19. Jahrhundert nachgewiesen. Wappen- und Flaggenfarben im Jahre 1956 festgelegt und vom Innenministerium bestätigt: „In Silber (Weiß) auf grünem Boden eine stehende Justitia mit silberner (weißer) Augenbinde, blauem Kleid und rotem Mantel, in der erhobenen Linken eine goldene (gelbe) Waage, in der gesenkten Rechten ein goldenes (gelbes) Schwert haltend.“ Flagge: Rot-Weiß. |
| Kirchberg an der Jagst |        | Wappen erscheint in Siegeln aus dem 16. Jahrhundert. Kirche wurde in Siegeln des 17. Jahrhunderts durch Zepter ersetzt, erscheint im 19. und 20. Jahrhundert zeitweilig als einzige Wappenfigur. Ursprüngliches Wappen mit Flaggenfarben im Jahre 1953 festgelegt. Wappen und Flagge der neuen Stadt am 31. Januar 1979 vom Landratsamt Schwäbisch Hall verliehen: „In Silber (Weiß) ein aufgerichteter schwarzer Löwe, in den Pranken eine doppeltürmige rote Kirche mit Dachreiter haltend.“ Flagge: Rot-Weiß. |
| Langenburg             |        | Wappen der Herren von Langenburg erscheint in verschiedenen Abwandlungen in Siegeln seit 1600. Heutiges Wappen mit Flagge am 17. Januar 1979 vom Landratsamt Schwäbisch Hall verliehen: „In geteiltem Schild oben in Schwarz ein schreitender goldener (gelber) Löwe, unten von Gold (Gelb) und Schwarz geschacht (4 Reihen).“ Flagge: Gelb-Schwarz. |
| Schrozberg             |        | Wappen und Flagge am 23. April 1963 vom Innenministerium verliehen: „In Gold (Gelb) über einem grünen Berg eine blaue Kornblume.“ Flagge: Blau-Gelb. |
| Schwäbisch Hall        |        | Münzzeichen Kreuz und Hand (-schuh) erscheinen auf drei Hellermünzen im ältesten Schultheißensiegel von 1228. Siegel zeigen seit 1271 nur zwei Münzen, obere mit Kreuz, untere mit Hand belegt. Darstellungen des 16. Jahrhunderts zeigen drei Schilder: Reichswappen, Schild mit Hellermünzen und Schild mit Teilung in den Stadtfarben Gold und Rot. Letztere zwei zum heutigen Wappen vereinigt: „In geteiltem Schild oben in Gold (Gelb) eine rote Scheibe, darin ein goldenes (gelbes) Tatzenkreuz (Vorderseite eines Hellers), unten in Rot eine silberne (weiße) Rechthand in silbern (weiß) bordierter blauer Scheibe (Rückseite eines Hellers).“ Flagge: Rot-Gelb. |
| Vellberg               |        | Wappen am 28. Oktober 1936 vom damaligen Reichsstatthalter in Württemberg, Flagge am 6. Dezember 1954 von der Landesregierung verliehen: „In Blau unter einem goldenen (gelben) Obereck ein silberner (weißer) Adlerflügel.“ Flagge: Gelb-Blau. |

## Flaggen der Gemeinden im Landkreis Schwäbisch Hall
| Gemeinde               | Flagge | Kommentare |
| Blaufelden             |        | Wappen am 15. März 1575 vom Markgraf Georg Friedrich von Ansbach verliehen. Siegel zeigten zeitweilig verfälschte Abwandlungen, ursprüngliches Wappen am 12. April 1960 wieder aufgenommen und Flaggenfarben festgelegt: „Auf einem von Silber (Weiß) und Schwarz gevierten Schildfuß in Blau ein ausschreitender, golden (gelb) gekleideter Bauer mit goldenem (gelbem) Hut und roten Schuhen, aus einem silbernen (weißen) Säsack goldene (gelbe) Körner ausstreuend.“ Flagge: Gelb-Blau.                                                                                                |
| Braunsbach             |        | Wappen und Flagge am 23. März 1981 vom Landratsamt Schwäbisch Hall verliehen: „In einem von Blau und Silber (Weiß) schräg geteilten Schild oben eine durchgehende silberne (weiße) Brücke auf vier bis zur Schrägteilung reichenden Pfeilern.“ Flagge: Blau-Weiß. |
| Bühlertann             |        | Wappen am 8. Mai 1510 vom Kaiser Maximilian I., Flagge am 21. April 1975 vom Innenministerium verliehen: „In gespaltenem Schild vorne dreimal von Gold (Gelb) und Schwarz geteilt, hinten in Silber (Weiß) auf grünem Dreiberg eine grüne Tanne.“ Flagge: Schwarz-Gelb. |
| Bühlerzell             |        | Wappen am 23. August 1908 zwischen dem Schultheißenamt und der Archivdirektion Stuttgart vereinbart. Flagge am 21. Mai 1980 vom Landratsamt Schwäbisch Hall verliehen: „In Silber (Weiß) auf blauem Wellenschildfuß eine achteckige rote Kapelle (Zelle) mit goldenem (gelbem) Knauf und Kreuz auf dem roten Dach, darüber eine liegende schwarze Hirschstange.“ Flagge: Rot-Weiß. |
| Fichtenau              |        | Wappen und Flagge am 20. Juni 1979 vom Landratsamt Schwäbisch Hall verliehen: „In Gold (Gelb) aus erniedrigtem grünem Wellenschildfuß wachsend eine grüne Fichte, links oben ein rot bewehrter schwarzer Bussardkopf.“ Flagge: Grün-Gelb. |
| Fichtenberg            |        | Fichte und Berg in Siegeln seit 1930 nachgewiesen. Flaggenfarben am 31. August 1956 festgelegt. Bestätigung des Wappens und Verleihung der Flagge am 5. September 1957 vom Innenministerium vorgenommen: „In Silber (Weiß) auf schwarzem Sechsberg eine grüne Fichte.“ Flagge: Grün-Weiß. |
| Frankenhardt           |        | Wappen und Flagge am 20. Juni 1979 vom Landratsamt Schwäbisch Hall verliehen: „In Rot drei bis nahe zum Oberrand aufsteigende gekürzte silberne (weiße) Spitzen, belegt mit drei bewurzelten grünen Tannen.“ Flagge: Grün-Weiß. |
| Kreßberg               |        | Wappen und Flagge am 15. September 1980 vom Landratsamt Schwäbisch Hall verliehen: „In Gold (Gelb) auf grünem Dreiberg ein pfahlweis gestellter roter Krebs.“ Flagge: Rot-Gelb. |
| Mainhardt              |        | Altes Wappen (In gespaltenem Schild vorne in Schwarz ein hersehender silberner Löwe, der mit der linken Pranke ein silbernes Schildchen, darin zwei schreitende, hersehende schwarze Löwen übereinander, hält; hinten in Gold auf grünem Dreiberg ein grüner Baum) im Jahre 1927 angenommen. Wappen im Jahre 1957 vereinfacht und vom Innenministerium bestätigt. Flagge am 17. März 1980 vom Landratsamt Schwäbisch Hall verliehen: „In gespaltenem Schild vorne in Schwarz ein goldener (gelber) Löwe, hinten in Gold (Gelb) auf grünem Boden eine natürliche Birke.“ Flagge: Grün-Gelb. |
| Michelbach an der Bilz |        | Wappen und Flagge am 29. Juni 1957 vom Innenministerium verliehen: „In Blau ein goldener (gelber) Schenkenbecher (Pokal).“ Flagge: Gelb-Blau. |
| Michelfeld             |        | Wappen im Jahre 1963 festgelegt, mit Flagge am 17. Februar 1964 vom Innenministerium verliehen: „In Gold (Gelb) ein steigendes rotes Ross, oben links eine blaue Pflugschar.“ Flagge: Rot-Gelb. |
| Oberrot                |        | Wappen des Fritz von Röt mit frei gewählten Farben seit 1930 geführt. Heutiges Wappen mit Flagge am 14. Oktober 1971 vom Innenministerium verliehen: „In gespaltenem Schild vorne viermal von Rot und Silber (Weiß) geteilt, hinten in Blau ein goldener (gelber) Löwenkopf mit goldenem (gelbem) Sparren im Maul.“ Flagge: Weiß-Rot. |
| Obersontheim           |        | Siegel aus dem 17. Jahrhundert zeigt durch aufsteigender, mit Ring und Buchstaben S belegter Spitze gespaltenem Schild vorne die Spitzenteilung und hinten die fünf Kolben aus dem Wappen der Schenken von Limpurg. Wappen in heutiger Form im Jahre 1953 festgelegt. Flagge am 3. August 1981 vom Landratsamt Schwäbisch Hall verliehen: „In Silber (Weiß) fünf (3:2) blaue Kolben.“ Flagge: Blau-Weiß. |
| Rosengarten            |        | Wappen und Flagge am 12. März 1979 vom Landratsamt Schwäbisch Hall verliehen: „In Silber (Weiß) unter gezahntem rotem Schildhaupt (drei aufsteigende silberne Spitzen) eine fünfblättrige rote Rose mit goldenem (gelbem) Butzen.“ Flagge: Rot-Weiß. |
| Rot am See             |        | Wappen erscheint im Schultheißenamtssiegel von 1930. Flagge am 3. Juli 1981 vom Landratsamt Schwäbisch Hall verliehen: „Über silbernem (weißem) Wellenschildfuß auf grünem Boden in Silber (Weiß) drei grüne Pappeln.“ Flagge: Grün-Weiß. |
| Satteldorf             |        | Wappen und Flagge am 4. November 1980 vom Landratsamt Schwäbisch Hall verliehen: „In Gold (Gelb) ein schwarzer Sattel.“ Flagge: Schwarz-Gelb. |
| Stimpfach              |        | Wappen und Flagge am 17. Dezember 1980 vom Landratsamt Schwäbisch Hall verliehen: „In Rot ein blauer Wellenbalken, überdeckt von zwei silbernen (weißen) Baumstümpfen.“ Flagge: Weiß-Rot. |
| Sulzbach-Laufen        |        | Wappen und Flagge am 13. August 1975 vom Innenministerium verliehen: „In Blau unter fünf (3:2) silbernen (weißen) Heerkolben auf silbernem (weißem) Wellenschildfuß eine durchgehende, auf zwei Pfosten ruhende gedeckte goldene (gelbe) Holzbrücke.“ Flagge: Gelb-Blau. |
| Untermünkheim          |        | Wappen erscheint seit dem 19. Jahrhundert in verschiedenen Abwandlungen in Stempeln. Heutige Form des Wappens im Jahre 1956 festgelegt. Flagge am 25. August 1980 vom Landratsamt Schwäbisch Hall verliehen: „In Blau ein in zwei abgewendeten Löwenköpfen endigendes goldenes (gelbes) Schiff mit goldenem (gelbem) Mast und einem schräg gelegten goldenen (gelben) Ruder.“ Flagge: Blau-Gelb. |
| Wallhausen             |        | Wappen am 24. Februar 1986 verliehen: „In Schwarz eine eingebogene silberne (weiße) Spitze, darin ein aufgerichteter roter Löwe; oben vorne ein fünfspeichiges silbernes (weißes) Rad, hinten ein springendes silbernes (weißes) Roß (Hengst).“ Flagge: Rot-Weiß. |
| Wolpertshausen         |        | Wappen am 10. Oktober 1955 von der Landesregierung, Flagge am 14. Januar 1980 vom Landratsamt Schwäbisch Hall verliehen: „Unter silbernem (weißem) Schildhaupt, darin drei fünfblättrige rote Rosen, in Rot zwei abgekehrte silberne (weiße) Streithämmer.“ Flagge: Weiß-Rot. |